# 1826 na ciência

## Nascimentos
| Data       | Nome                | Profissão | Nacionalidade                         | Observações                                      | Ref         |
| ---------- | ------------------- | --------- | ------------------------------------- | ------------------------------------------------ | ----------- |
| 10 de maio | Henry Clifton Sorby | geólogo   | Reino Unido da Grã-Bretanha e Irlanda | m. 1908 Medalha Real 1874 Medalha Wollaston 1869 | [ 1 ] [ 2 ] |

## Mortes
| Data | Nome | Profissão | Nacionalidade | Observações | Ref |
| ---- | ---- | --------- | ------------- | ----------- | --- |

## Prémios
Medalha Copley
- James South[3]